# ダッソー ファルコン 2000

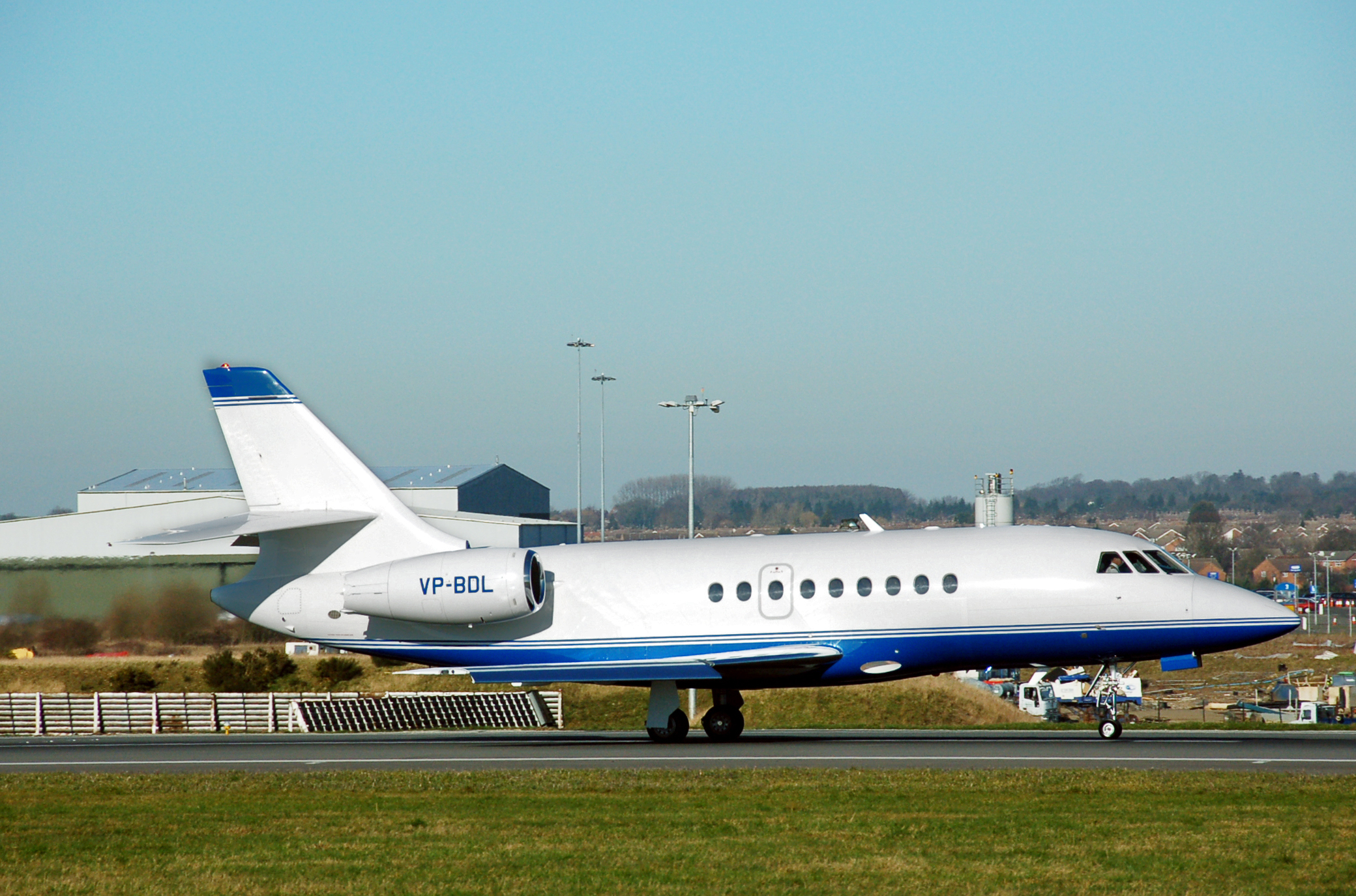
ファルコン 2000

ダッソー ファルコン 2000 (Dassault Falcon 2000) は、フランスのダッソー社が生産・販売しているダッソー ファルコンシリーズのビジネスジェット機。ファルコン 900をベースにした双発エンジン機であり、ファルコン 20/200の後継として開発された。

## 概要
ファルコン 900は三発機であるために価格・運航経費が高いという短所があった。また、ジェットエンジンの信頼性向上により、双発エンジンにおいても北アメリカ大陸横断など長距離飛行時における制限が緩和されたため、ファルコン 900の双発型が開発されることとなった。1989年にファルコン Xの名称で開発がアナウンスされ、1993年3月4日に試作機が初飛行した。1994年12月にはフランス及びアメリカで同時に型式証明を取得し、その直後から顧客への引き渡しが開始された。
機体はファルコン 900から垂直尾翼基部のエンジンを除いた形状であり、胴体後部左右にエンジンを装備する。そのため胴体は基本的にファルコン 900に準じたものだが、エンジン推力の減少に合わせて胴体長が約2m短くなっている。低翼配置の主翼もファルコン 900のものを改修したものになっている。また、コックピットはグラスコックピット化されている。生産に当たってはイタリアのアレーニア（現アレーニア・アエルマッキ）とリスクを分散する提携を結んでおり、後部胴体及びエンジン・ナセルの製造をアレーニアが受け持っている。
現在までの総生産数は310機以上である。軍用機として運用している国はブルガリア程度と少ないが、2011年12月26日に韓国軍がファルコン 2000を2機購入し、偵察機として運用することを発表した。また、2020年にはフランス海軍向けに7機が発注され、将来的に計12機を調達予定とされている。厳密には海上警察組織であるが、日本の海上保安庁も2015年にファルコン 2000LXSベースの洋上監視型（MSA）の導入を決定、2021年現在、第七管区海上保安本部北九州航空基地など各地に配備が進められている。

## 各型

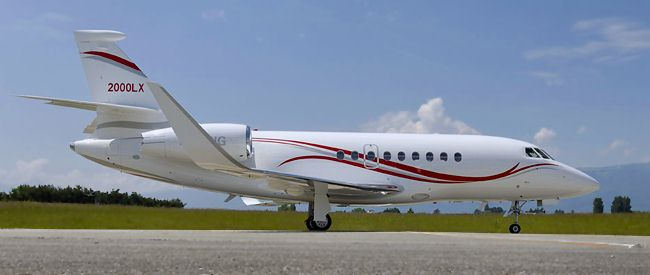
ファルコン 2000LX

ファルコン 2000
初期型。ゼネラル・エレクトリック製CFE738-1-1Bエンジンを搭載。
ファルコン 2000EX
エンジンをプラット・アンド・ホイットニー・カナダ PW308Cに変更。2001年10月に初飛行。
ファルコン 2000EX EASy
2000EXのアビオニクス改良型。
ファルコン 2000LX
2000EX EASyにウィングレットを装備し、航続距離を7,408kmに延長。
ファルコン 2000S
前縁スラットを追加し、離着陸性能を向上させた型。現在販売中。
ファルコン 2000LXS
2000LXの離着陸性能向上型で、航続距離が2000Sより長い。現在販売中。

## 運用国

### 軍・準軍事機関
- フランス - 2024年時点で、フランス航空宇宙軍が2機のファルコン2000を保有[5]。
- 日本 - 2024年時点で、海上保安庁が6機のファルコン2000MSAを保有[6]。
- 大韓民国 - 2024年時点で、大韓民国空軍が2機のファルコン2000を保有[7]。
- スロベニア - 2024年時点で、スロベニア軍が1機のファルコン2000EXを保有[8]。

## 要目（ファルコン 2000）
- 全長：20.23m
- 全高：6.98m
- 全幅：19.33m
- 機関：ゼネラル・エレクトリック CFE738-1-1B ターボファンエンジン（推力 2.7t）2基
- 自重：8.9t
- 航続距離：5787km
- 最大巡航速度：893km/h
- 乗員：2名
- 乗客：最大19名